# Cigfa
Cigfa, auch Cigva oder Kigva, ist in der keltischen Mythologie von Wales eine Sagengestalt aus dem Mabinogion.

## Mythologie
Cigfa ist im Ersten (Pwyll Pendefig Dyfed, „Pwyll, Prinz von Dyfed“) und Dritten Zweig des Mabinogi (Manawydan fab Llŷr, „Manawydan, der Sohn Llŷrs“), die Gattin des Königs Pryderi von Dyfed. 
Die Frau, die er erwählte, war Cigfa, die Tochter von Gwyn Gohonwy, des Sohnes von Glowyn Wallt Lydan, des Sohnes von Casnar, Wledig, eines der Vornehmen dieser Insel.
Nach dem Tode von Pryderis Vater Pwyll verheiratet dieser seine Mutter Rhiannon mit Manawydan. Aber plötzlich verwandelt sich Dyfed in eine unfruchtbare Ödnis, aus der alle Bewohner auf geheimnisvolle Weise verschwinden – nur Cigfa, Pryderi, Rhiannon und Manawydan bleiben zurück. Auf der Jagd nach einem weißen Eber verschwinden auch Pryderi und die ihn suchende Rhiannon. Cigfa und Manawydan finden die beiden in einem geheimnisvollen Schloss, regungslos an eine goldene Schale gefesselt. Sie fangen eine Maus, die eigentlich die Gattin eines von Rhiannons Feinden ist, können dadurch ihre Ehegatten wieder befreien und Dyfed von der Verhexung erlösen.